# Kratermeer

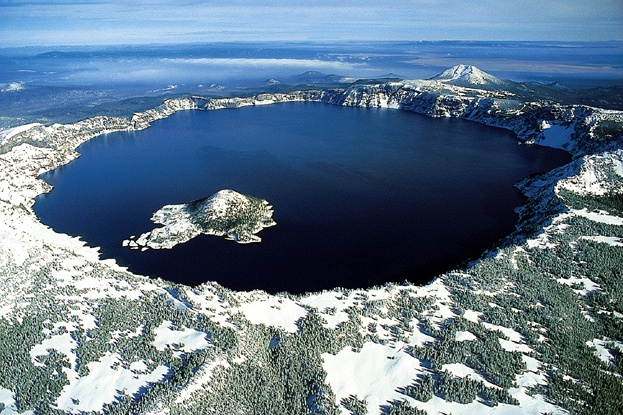
Een kratermeer in Oregon dat de eenvoudige naam "Crater Lake" heeft gekregen.

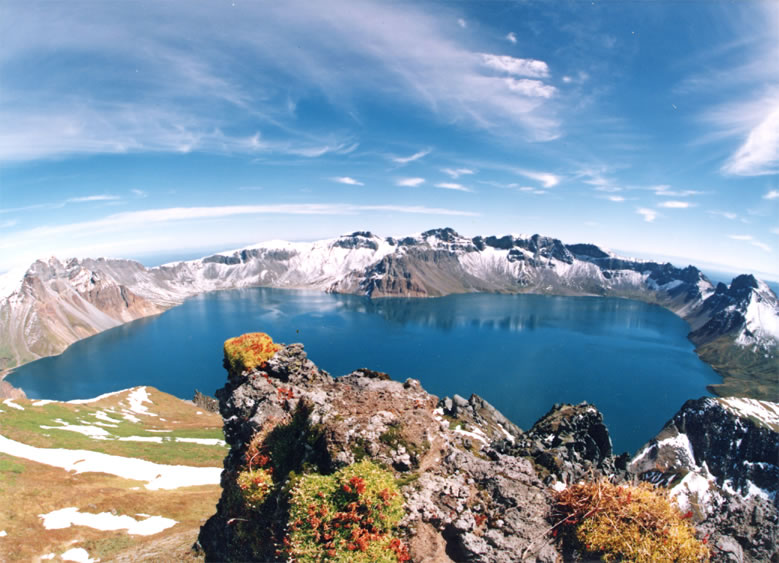
Hemelmeer in Noord-Korea.

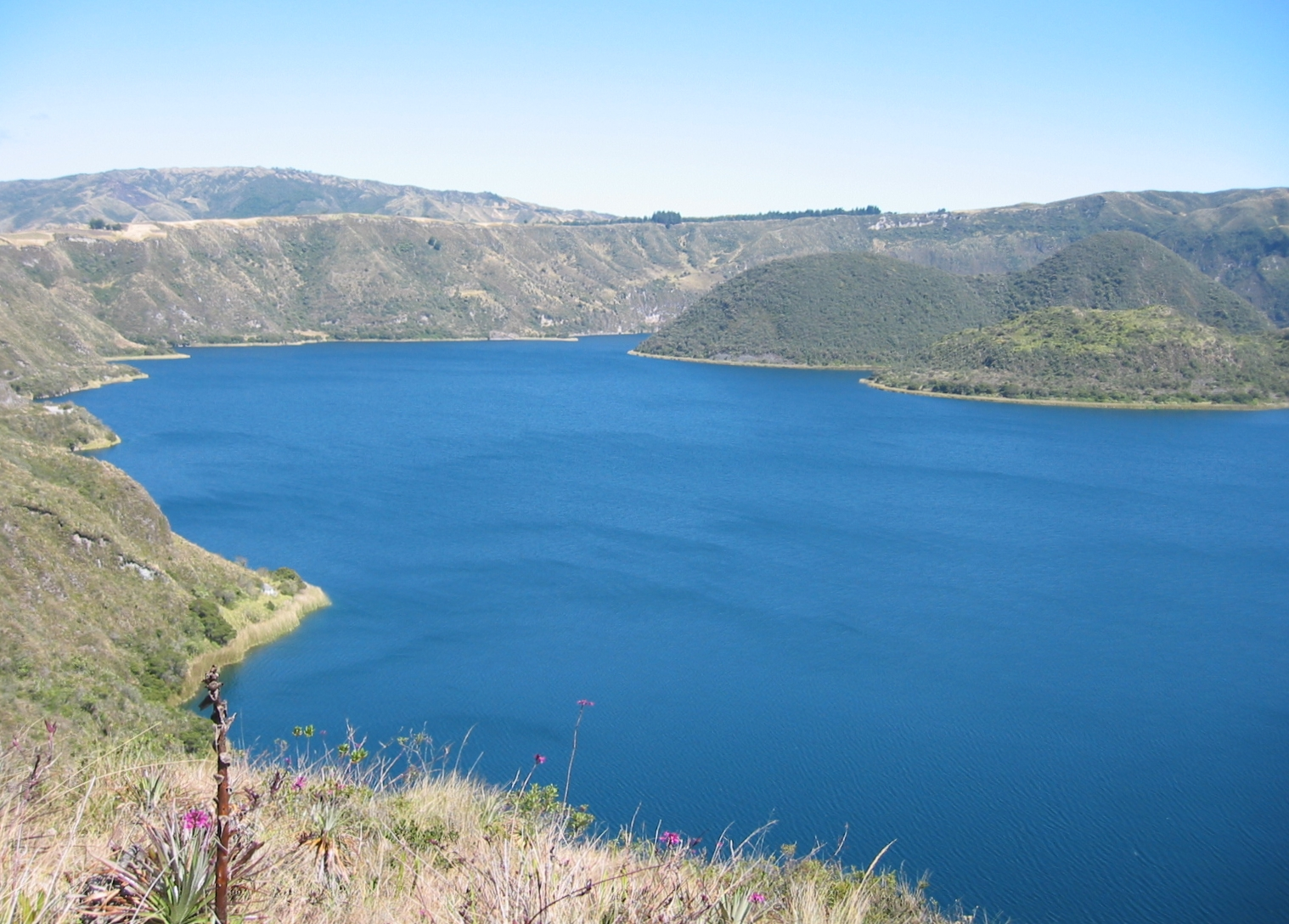
Cuicocha in Ecuador.

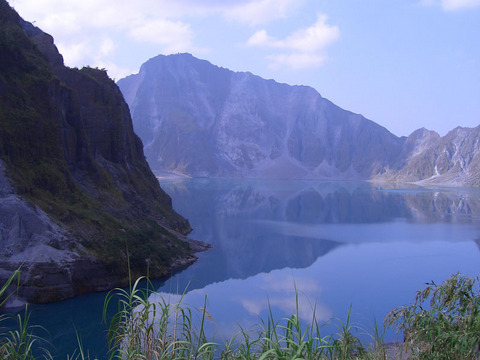
Een kratermeer dat werd gevormd na de uitbarsting van Mount Pinatubo in 1991 op de Filipijnen.

Kratermeer in de krater van Irazú in Costa Rica.

Een kratermeer is een meer dat zich heeft gevormd in een vulkanische krater, caldera of maar, of in een inslagkrater van een meteoriet.
Inkomend water (door neerslag) vult de depressie en vormt een klein verdiept meer, tot een evenwicht tussen het waterpeil in de depressie en het verdampingspeil is bereikt. Soms ligt dat peil hoger dan de kraterrand en ontstaat een overstroming.
Een bekend kratermeer is het Crater Lake in Oregon, het diepste meer van de Verenigde Staten (ongeveer 594 m diep). Crater Lake wordt enkel gevoed door regen en sneeuw, zonder andere toevoer van rivieren. Bovendien is dit een van de meren met het zuiverste water ter wereld.
De hoogste vulkaan ter wereld, de 6893 meter hoge Ojos del Salado in de Andes, heeft een permanent kratermeer. Het heeft een diameter van ongeveer 100 m en ligt op 6390 meter boven zeeniveau. Het is daarmee het hoogst gelegen meer ter wereld.
Doordat de omgeving dikwijls instabiel is als gevolg van vulkanische activiteit bestaan kratermeren maar tijdelijk. Calderameren bestaan meestal langer. Een voorbeeld is het Tobameer, dat bestaat sinds de laatste uitbarsting 70.000 jaar geleden en een oppervlakte heeft van meer dan 1000 km².
In sommige meren blijven gassen gevangen, in 1986 verstikten circa 1.700 mensen door de ontsnapping van toxische gassen uit het Nyosmeer in Kameroen.

## Bekende kratermeren
| Meer               | Type krater | Locatie                        |
| ------------------ | ----------- | ------------------------------ |
| Meer van Albano    | Vulkanisch  | Italië                         |
| Meer van Atitlán   | Vulkanisch  | Guatemala                      |
| Blauwe Meer        | Vulkanisch  | Australië                      |
| Meer van Bolsena   | Vulkanisch  | Italië                         |
| Meer van Bracciano | Vulkanisch  | Italië                         |
| Chalameer          | Vulkanisch  | Tanzania                       |
| Crater Lake        | Vulkanisch  | Verenigde Staten               |
| Cuicocha           | Vulkanisch  | Ecuador                        |
| Hemelmeer          | Vulkanisch  | China/ Noord-Korea             |
| Irazú              | Vulkanisch  | Costa Rica                     |
| Katmai             | Vulkanisch  | Verenigde Staten               |
| Rano Kau           | Vulkanisch  | Chili                          |
| Kelud              | Vulkanisch  | Indonesië                      |
| Kerið              | Vulkanisch  | IJsland                        |
| Koerilenmeer       | Vulkanisch  | Rusland                        |
| Laacher See        | Vulkanisch  | Duitsland                      |
| Manicouaganmeer    | Inslag      | Canada                         |
| Mashūmeer          | Vulkanisch  | Japan                          |
| Mistastin          | Inslag      | Canada                         |
| Meer van Nemi      | Vulkanisch  | Italië                         |
| Nemrut Daği        | Vulkanisch  | Turkije                        |
| Nazko Cone         | Vulkanisch  | Canada                         |
| Nyosmeer           | Vulkanisch  | Kameroen                       |
| Mount Pinatubo     | Vulkanisch  | Filipijnen                     |
| Rano Raraku        | Vulkanisch  | Chili                          |
| Mount Ruapehu      | Vulkanisch  | Nieuw-Zeeland                  |
| Soufrière          | Vulkanisch  | Saint Vincent en de Grenadines |
| Taalmeer           | Vulkanisch  | Filipijnen                     |
| Taupomeer          | Vulkanisch  | Nieuw-Zeeland                  |
| Tazawameer         | Vulkanisch  | Japan                          |
| Tobameer           | Vulkanisch  | Indonesië                      |
| Towadameer         | Vulkanisch  | Japan                          |
| Vicomeer           | Vulkanisch  | Italië                         |
| Víti Krafla        | Vulkanisch  | IJsland                        |